# Município de Miami (condado de Montgomery, Ohio)
O município de Miami (em inglês: Miami Township) é um município localizado no condado de Montgomery no estado estadounidense de Ohio. No ano de 2010 tinha uma população de 50.735 habitantes e uma densidade populacional de 570,79 pessoas por km².

## Geografia
O município de Miami encontra-se localizado nas coordenadas 39° 37′ 36″ N, 84° 15′ 50″ O. Segundo o Departamento do Censo dos Estados Unidos, o município tem uma superfície total de 88.89 km², da qual 87.85 km² correspondem a terra firme e (1.17%) 1.04 km² é água.

## Demografia
Segundo o censo de 2010, tinha 50.735 habitantes residindo no município de Miami. A densidade populacional era de 570,79 hab./km². Dos 50.735 habitantes, o município de Miami estava composto pelo 87.45% brancos, o 5.95% eram afroamericanos, o 0.2% eram amerindios, o 3.63% eram asiáticos, o 0.02% eram insulares do Pacífico, o 0.85% eram de outras raças e o 1.91% pertenciam a dois ou mais raças. Do total da população o 2.36% eram hispanos ou latinos de qualquer raça.